# Chaetomitrium comorense
Chaetomitrium comorense är en bladmossart som beskrevs av Georg Ernst Ludwig Hampe och C. Müller 1876. Chaetomitrium comorense ingår i släktet Chaetomitrium och familjen Hookeriaceae. Inga underarter finns listade i Catalogue of Life.